# 藏东虎耳草
藏东虎耳草（学名：[Saxifraga implicans] 错误：{{Lang}}：文本有斜体标记（帮助））为虎耳草科虎耳草属下的一个种。

## 扩展阅读
維基物種上的相關：藏东虎耳草